# Tahura spicata
Tahura spicata är en insektsart som beskrevs av Dietrich 2004. Tahura spicata ingår i släktet Tahura och familjen dvärgstritar. Inga underarter finns listade i Catalogue of Life.